# Power-up
« Power up » redirige ici. Pour l'album d'AC/DC, voir Power Up (album).
 (octobre 2019).
Si vous disposez d'ouvrages ou d'articles de référence ou si vous connaissez des sites web de qualité traitant du thème abordé ici, merci de compléter l'article en donnant les références utiles à sa vérifiabilité et en les liant à la section « Notes et références ».

La super étoile, symbole de puissance dans la série de jeux Mario.

Un power-up (en français « augmentation de puissance »), parfois bonus, est un objet qui permet en général d'améliorer son armement dans les jeux vidéo et notamment les shoot them up.
Souvent symbolisés par un « P », « Pow » ou « + », ils sont récupérables de plusieurs façons. Dans Doom par exemple, le joueur peut améliorer ses caractéristiques en tuant un ennemi, en détruisant des éléments du décor ou tout simplement en trouvant des zones secrètes. Au contraire, dans Quake III Arena ou Halo, les power-up sont disposés à des endroits stratégiques du niveau et réapparaissent régulièrement.
Power-up peut aussi être utilisé comme indication audiovisuelle pour désigner une augmentation de niveau.